# Demadiana
Demadiana es un género de arañas araneomorfas de la familia Araneidae. Se encuentra en Australia.

## Lista de especies
Según The World Spider Catalog 12.0:
- Demadiana cerula (Simon, 1908)
- Demadiana complicata Framenau, Scharff & Harvey, 2010
- Demadiana diabolus Framenau, Scharff & Harvey, 2010
- Demadiana millidgei Framenau, Scharff & Harvey, 2010
- Demadiana simplex (Karsch, 1878)